# Simón Bolívar (Ecuador)
Simón Bolívar es una ciudad ecuatoriana, cabecera cantonal del Cantón Simón Bolívar, perteneciente a la Provincia de Guayas. Se localiza al centro de la región litoral del Ecuador, a orillas del río Los Amarillos. En el censo de 2022 tenía una población de 8696 habitantes, lo que la convierte en la centésima décima ciudad más poblada del país.

## Toponimia e historia
Lo que hoy constituye Simón Bolívar pertenecía a la parroquia Lorenzo de Garaicoa, se la conocía con el nombre de Vuelta de Gallina, según versiones de sus habitantes su nombre surgió porque transportaban unos colombianos gallinas en balsa por el correntoso río Amarillo y, en este lugar del río existía una revesa donde naufragaban las balsas. En esos tiempos éste se constituía en la principal vía de comunicación entre los moradores de Juján y Lorenzo de Garaicoa.
La población se formó con trabajadores agrícolas que atraídos por las bondades de la tierra, se asentaron desde diferentes lugares. En 1940 ya se había formado un pequeño caserío que por su organización fue elevado a la categoría de comunidad con el nombre de Simón Bolívar. Desde 1956 fue parroquia rural del cantón Yaguachi, al que perteneció hasta el 27 de mayo de 1991; en que el presidente Rodrigo Borja decretó su cantonización, debido a la coincidencia de su nombre.

## Educación
La ciudad cuenta con poca infraestructura para la educación. La educación pública en la ciudad, al igual que en el resto del país, es gratuita hasta la universidad (tercer nivel) de acuerdo a lo estipulado en el artículo 348 y ratificado en los artículos 356 y 357 de la Constitución Nacional. Varios de los centros educativos de la ciudad cuentan con un gran prestigio. La ciudad está dentro del régimen Costa por lo que sus clases inician los primeros días de abril y luego de 200 días de clases se terminan en el mes de febrero. La infraestructura educacional presentan anualmente problemas debido a sus inicios de clases justo después del invierno, ya que las lluvias por lo general destruyen varias partes de los plantes educativos en parte debido a la mala calidad de materiales de construcción, especialmente a nivel marginal.

## Medios de comunicación
La ciudad posee una red de comunicación en continuo desarrollo y modernización. En la ciudad se dispone de varios medios de comunicación como prensa escrita, radio, televisión, telefonía, Internet y mensajería postal. En algunas comunidades rurales existen telefonía e Internet satelitales.
- Telefonía: Si bien la telefonía fija se mantiene aún con un crecimiento periódico, esta ha sido desplazada muy notablemente por la telefonía celular, tanto por la enorme cobertura que ofrece y la fácil accesibilidad. Existen 3 operadoras de telefonía fija, CNT (pública), TVCABLE y Claro (privadas) y cuatro operadoras de telefonía celular, Movistar, Claro y Tuenti (privadas) y CNT (pública).

- Radio: En la localidad existe una gran cantidad de sistemas radiales de transmisión nacional y local, e incluso de provincias y cantones vecinos.

- Medios televisivos: La mayoría de canales son nacionales, aunque se ha incluido canales locales recientemente. El apagón analógico se estableció para el 31 de diciembre de 2019.

## Deporte
La Liga Deportiva Cantonal de Simón Bolívar es el organismo rector del deporte en todo el Cantón Simón Bolívar y por ende en la urbe se ejerce su autoridad de control. El deporte más popular en la ciudad, al igual que en todo el país, es el fútbol, siendo el deporte con mayor convocatoria. Actualmente, no existe ningún club simoneño activo en el fútbol profesional ecuatoriano. Al ser una localidad pequeña en la época de las fundaciones de los grandes equipos del país, Simón Bolívar carece de un equipo simbólico de la ciudad, por lo que sus habitantes son aficionados en su mayoría de los clubes guayaquileños: Barcelona Sporting Club y Club Sport Emelec.